# Ungarische Badminton-Mannschaftsmeisterschaft 1991
Die Ungarische Badminton-Mannschaftsmeisterschaft 1991 war die 23. Auflage dieser Veranstaltung. Es wurde ein Wettbewerb für gemischte Mannschaften ausgetragen. Meister wurde das Team von Debreceni Kinizsi.

## Endstand
| Platz | Mannschaft |
| ----- | --- |
| 1.    | Debreceni Kinizsi (Richárd Bánhidi, Zsolt Fábián, Tamás Hódos, Gábor Papp, Zsolt Siska, Ákos Károlyi, Zoltán Kiss, Csilla Fórián, Kinga Karácsony, Adrienn Kocsis, Viola Vízer, Rea Ábrahám) |
| 2.    | Nyíregyházi VSC |
| 3.    | Honvéd Zrínyi SE |
| 4.    | Honvéd Hargita SE |